# Ambrysus melanopterus
Ambrysus melanopterus är en insektsart som beskrevs av Carl Stål 1862. Ambrysus melanopterus ingår i släktet Ambrysus och familjen vattenbin. Inga underarter finns listade i Catalogue of Life.